# Julius Dörffel
Julius Dörffel (* 10. Mai 1900 in Heidelberg; † 19. April 1953) war ein deutscher Mediziner und Dermatologe. Er gehörte zu den aktiven Förderern des Nationalsozialismus an den deutschen Hochschulen.

## Leben
Julius Dörffel studierte an der Ruprecht-Karls-Universität Heidelberg und der Ludwig-Maximilians-Universität München Medizin. Seit 1918 gehörte er der Burschenschaft Vineta Heidelberg an. Er legte 1924 in Heidelberg das Staatsexamen ab, promovierte noch im Jahr 1924 zum Dr. med. und wurde im Jahr 1925 Assistent am Pathologischen Institut Darmstadt. Anfang 1926 wirkte er zunächst an der Universitätshautklinik Köln und wechselte dann im Oktober 1926 an die Universitätshautklinik in Königsberg i. Pr., wo er sich 1930 für Dermatologie habilitierte. In der Zeit von 1931 bis 1932 war er Rockefeller-Fellow an der Mayo Clinic in den USA und wurde 1934 Oberarzt an der Universitätshautklinik Königsberg.
Im Januar 1937 wechselte er in der Nachfolge von Karl Grouven an die Universität Halle, wurde wenig später zum planmäßigen außerordentlichen Professor und Direktor der Hautklinik ernannt und erhielt nach der Ernennung durch Johannes Weigelt zum Prorektor im August 1939 den Titel eines ordentlichen Professors. Nach Beginn des Zweiten Weltkrieges leistete er von September 1939 bis Mitte 1940 Kriegsdienst und trat später nach dem Vorwurf, Angriffe gegen den Gauamtsleiter des NSD-Dozentenbundes und Gaudozentenführer Wilhelm Wagner gerichtet zu haben, auf Betreiben der Gauleitung vom Amt des Prorektors zurück.
Julius Dörffel trat zum 1. April 1933 der NSDAP bei (Mitgliedsnummer 1.840.269) und wirkte ab Oktober 1933 als Dozentenschaftsführer an der Albertus-Universität Königsberg. Er war Gaufachberater der Nationalsozialistischen Volkswohlfahrt (NSV) für Geschlechtskrankheiten und Mitarbeiter des Rassenpolitischen Amtes der NSDAP. Julius Dörffel verhinderte in der Folge wegen dessen unklaren Abstammungsverhältnissen die Professur seines eigenen Oberarztes Theodor Grüneberg (1901–1979) und denunzierte des Weiteren den Halleschen Internisten Felix Brockmann (1893–1944), der verhaftet wurde und 1944 in einem Strafbataillon ums Leben kam. 
Am 1. April 1933 wurde er als Sanitätsobersturmführer Mitglied der Sturmabteilung (SA), war Sturmbannarzt und Standartenarzt, ab Mai 1935 Brigadearzt der unter der Führung des SA-Oberführers Erich Behrendt stehenden SA-Brigade 4 in Königsberg und ab 1. April 1937 2. Brigadearzt der später ab Mai 1939 unter der Führung des SA-Brigadeführers Rudolf May stehenden SA-Brigade 38 in Halle an der Saale, in deren Stab der Arzt und Pharmakologe Otto Geßner als Sachbearbeiter für Rassefragen fungierte.
Julius Dörffel, der ab Mai 1943 mit dem Dienstgrad Oberstabsarzt auch als beratender Hautfacharzt im unter der Befehlsgewalt von General der Infanterie Viktor von Schwedler stehenden Wehrkreis IV tätig war, wurde im Mai 1945 von amerikanischen Militärs verhaftet und von der Universität Halle entlassen. Nach seiner Freilassung ließ er sich zunächst als Facharzt in Halle nieder und wurde 1948 dann Facharzt in Heidelberg. Julius Dörffel starb am 19. April 1953 bei einem Autounfall auf der Autobahn A5 Heidelberg-Karlsruhe.
Julius Dörffel wurde unter der Präsidentschaft des Schweizer Physiologen und Biochemikers Emil Abderhalden 1943 als Mitglied in die Deutsche Akademie der Naturforscher Leopoldina aufgenommen.